# Beusdalbos
Het Beusdalbos (Frans: Bois de Beusdael) is een bosgebied in de gemeenten Voeren en Plombières in de Belgische provincies Limburg en Luik. Het bos ligt ten noordwesten van Homburg, ten noordoosten van Remersdaal en Obsinnich en ten oosten van Teuven en Sinnich. Het bos ligt zowel op de oostelijke dalwand van de Gulp (en het Gulpdal) als op de zuidwestelijke dalwand van de Geul, op het Plateau van Crapoel. Deels is het een hellingbos.
Aan de noordzijde gaat het bos over in het Bovenste Bosch en het Roebelsbos. Aan de zuidoostzijde eindigt het bos waar het Plateau van Crapoel ophoudt.
Ten noordoosten van het bos ligt het Kasteel Beusdael. In het Gulpdal liggen naast het bos de Abdij van Sinnich en het Kasteel van Obsinnich. Ten zuidoosten van het bos ligt de solitaire Schaesberg.
Onder het zuidelijk deel van het bos gaat de Tunnel van Remersdaal van spoorlijn 24 door. Deze tunnel sluit aan de zuidwestzijde van het bos aan op het Viaduct van Remersdaal dat het laagste deel van het Gulpdal oversteekt aan de voet van het bos.